# Ержанов, Борис Михайлович
Борис Михайлович Ержанов — советский хозяйственный, государственный и политический деятель.

## Биография
Родился в 1924 году в селе Маралиха. Член КПСС.
Участник Великой Отечественной войны. С 1946 года — на хозяйственной, общественной и политической работе. В 1946—1985 гг. — комсорг рудоуправления, инженер-строитель, главный инженер Алма-Атинского горкомхоза, председатель Казахского респсовпрофа работников коммунального хозяйства, инструктор ЦК КП Казахстана, заведующий отделом Казсовпрофа, председатель Советского райисполкома города Алма-Аты, первый секретарь Советского райкома КП Казахстана города Алма-Аты, первый заместитель министра, министр монтажных и специальных строительных работ Казахской ССР.
Избирался депутатом Верховного Совета Казахской ССР 9-го и 10-го созывов.
Умер в Алма-Ате в 1985 году, похоронен на Центральном кладбище города.